# Salman Schocken

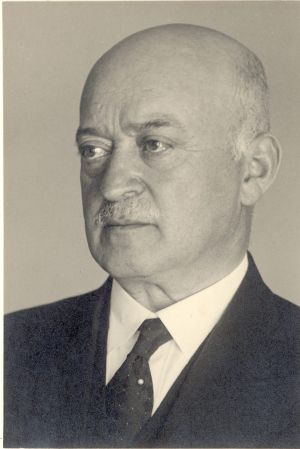
Salman Schocken (Fotografie von Alfred Bernheim; aufgenommen vor 1954)

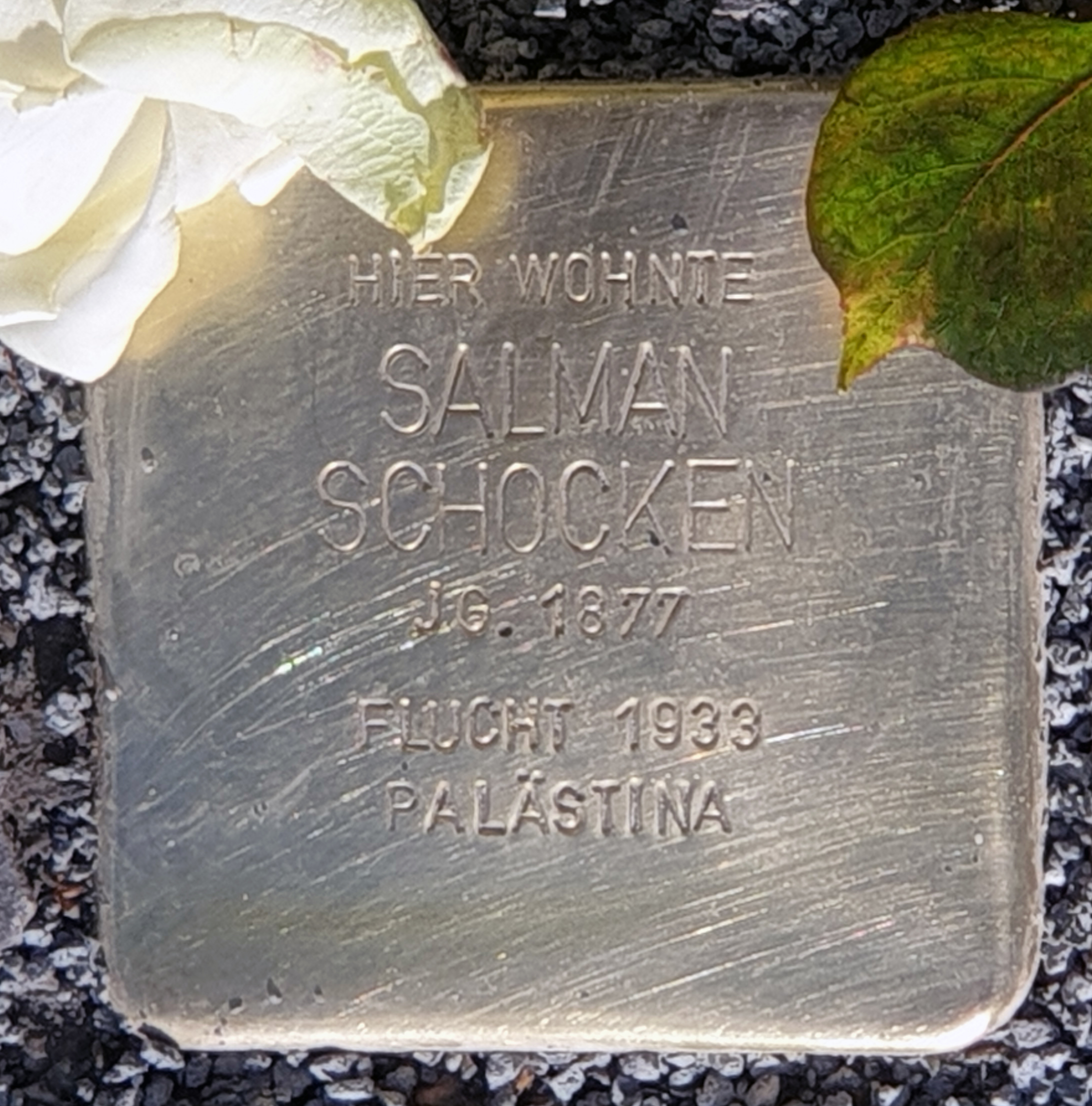
Stolperstein am Haus, Limastraße 29, in Berlin-Zehlendorf (Foto: 2023)

Salman Schocken (hebräisch שלמה זלמן שוקן, Schelomo Salman Schocken; geboren 29. Oktober 1877 in Margonin bei Posen; gestorben 6. August 1959 in Pontresina, Schweiz) war ein deutsch-jüdischer und später israelischer Kaufmann, Verleger und Zionist.

## Leben
Salman Schocken entstammte einer jüdischen Familie. Er arbeitete nach einer kaufmännischen Lehre ab 1901 im Zwickauer Warenhaus seines Bruders Simon, gründete mit diesem zusammen mehrere Filialen u. a. in Oelsnitz im Erzgebirge, Crimmitschau, Chemnitz, Nürnberg, Stuttgart und Waldenburg und begründete damit den Kaufhauskonzern Schocken. Sein Bruder Julius eröffnete unabhängig vom Konzern in Bremerhaven Schocken-Kaufhäuser, arbeitete aber mit Salman Schocken beim Einkauf zusammen. Nach dem Tod des Bruders Simon, der im Alter von 55 Jahren am 26. Oktober 1929 an den Folgen eines Verkehrsunfalls starb, wurde Salman Schocken Alleininhaber der Warenhauskette. Schocken heiratete 1910 Zerline (Lilli) Ehrmann, sie hatten die Kinder Gershom Schocken (1912), Theodore Schocken (1914), Eva Glaser, Gideon Schocken (1919) und Mika Schocken.
Bereits 1915 war Schocken Mitbegründer der von Martin Buber geführten zionistischen Zeitschrift Der Jude. 1929 gründete er das Schocken-Institut zur Erforschung der hebräischen Poesie und 1931 in Berlin den Schocken Verlag, in dem nach dem Vorbild der Insel-Bücherei die Bücherei des Schocken Verlags erschien, um mit preiswerten Ausgaben jüdische Autoren bekannt zu machen. Geschäftsführer wurde Lambert Schneider. Der Verlag hielt die Weltrechte am Werk Franz Kafkas. Schocken war einer der bedeutenden Bibliophilen und Sammler von Handschriften und Autographen des 18. und 19. Jahrhunderts. Mit der Schocken-Bücherei verfolgte er das Ziel, deutsche Juden zu unterstützen, um ihre seelische Existenz während der Zeit des nationalsozialistischen Terrors zu stärken. Sein Motto war dabei: „Rückbesinnung auf jüdische Werte und Traditionen ist gleich Selbstbehauptung.“ Im Juli 1932 versuchte er, Burg Wildeck bei Abstatt zu erwerben, doch blieb ihm der Kauf durch das Fideikommissgericht in Stuttgart versagt, so dass die Burg im Juli 1933 an den württembergischen Staat kam.
Im Dezember 1933 emigrierte er gemeinsam mit seiner Frau und den drei jüngeren Kindern nach Palästina. Das geschah nach einer längeren Reise durch die Schweiz und Italien, um das nationalsozialistische Regime nicht aufmerksam zu machen. Seine Unternehmen in Deutschland führte er weiter.
Frühzeitig förderte er den jüdischen Schriftsteller und späteren Nobelpreisträger Samuel Agnon.
Schocken emigrierte 1934 unter dem Eindruck des Nationalsozialismus nach Palästina, wo er durch den Kauf der Tageszeitung Ha'aretz den Grundstein für das Medienunternehmen der Haaretz-Gruppe legte. 1938 wurde sein Berliner Verlag zwangsweise geschlossen. Im Jahre 1940 emigrierte er in die USA.
1937 veröffentlichte der Schocken-Verlag in Berlin Dreißig Jahre Aufbau in Palästina mit Artikeln von Arthur Ruppin von 1907 bis 1937, mit einem Nachwort von H.H. Thon und einer im Auftrag des Palästina-Amtes in Berlin herausgegebenen „Übersichtskarte von Palästina“ mit den „jüdischen Siedlungen und Böden nach dem Stand von 1937“.
In Jerusalem ließ er sich von Erich Mendelsohn, der für den Schocken-Konzern wegweisend gestaltete Kaufhausbauten in Deutschland geplant hatte (Nürnberg, Umbau; Chemnitz; Stuttgart), im Stadtteil Rechavia ein großes Wohnhaus und ein separates Gebäude für seine Privatbibliothek von etwa 60.000 Bänden errichten. Die Bibliothek wurde 1937 um 8.000 Bände mit Erstdrucken aus Barock, Klassik und Romantik erweitert, die Schocken vom Schriftsteller Karl Wolfskehl erworben hatte, um dessen Emigration finanziell zu unterstützen. Er wurde Mitglied des Verwaltungsrats der Hebräischen Universität. Es folgte die Gründung des Verlages Schocken Publishing House Ltd. (der sich eine Gründung in New York anschließen sollte), während in Deutschland die Warenhäuser zwangsweise veräußert wurden (sogenannte Arisierung) und dann unter Merkur AG firmierten. Nach dem Zweiten Weltkrieg (1949) gelang es Schocken, 51 % der Anteile an den Warenhäusern zurückzuerlangen; 1953 verkaufte er sie an Helmut Horten. Salman Schocken starb 1959 auf einer Reise in der Schweiz.
Am 23. März 2023 wurden vor seinem ehemaligen Wohnort, Berlin-Zehlendorf, Limastraße 29, Stolpersteine für ihn und seine Familie verlegt.

## Ausstellung
- Dauerausstellung im Staatlichen Museum für Archäologie Chemnitz[11]
- Inventuren. Salman Schockens Vermächtnis im Jüdischen Museum Berlin 2025

## Dokumentarfilm
- Schocken - ein deutsches Leben, 2021[12]